# Madeleine Lemire
Madeleine Lemire (née en 1940 à Oka) est une artiste-peintre québécoise.
Elle vit et travaille dans les Cantons de l'Est au Québec. Elle a étudié à l’École du Louvre à Paris, à l’École des Beaux-Arts, à l’Académie des Arts et au Centre des arts Saidye Bronfman à Montréal.
Elle compte plusieurs expositions solo à Montréal, à Québec, à Toronto, à Calgary et à Victoria.
Élue membre de l’Académie royale des arts du Canada en 1996, elle a participé à plus de 40 expositions collectives au Canada, en France et aux États-Unis. De nombreuses collections dans le monde entier ont fait l’acquisition de ses œuvres.